# 共显性
共显性（英語：codominance）是指在杂交后，亲代的表型同时表现在子代的某一性状中，即“又像父本又像母本”。简单的显性与隐性的情况中，等位基因中只有一个被表达。而在共显性的情况下，多于一个等位基因被表现出来。

## 例子
比如在人的ABO血型系统中，AB型血的人（基因型为IA IB）红细胞表面同时有A抗原与B抗原，这是由于IA 与 IB等位基因共显性造成的。

## 区别
假设亲本为不同的纯合子（如A1 A1与A2 A2）。
- 完全显性(complete dominance) ：子一代所表现的性状都和亲本之一完全一样。
- 不完全显性(incomplete dominance)： 子一代的性状表现是双亲性状的中间型。
- 共显性时，双亲的性状同时在子一代个体上表现出来。